# Atar
Atar (Arabisch: أطار) is een stad in het noordwesten van Mauritanië. Het is de hoofdstad van de regio Adrar. Er wonen ongeveer 30.000 mensen. De stad kent een museum, een internationaal vliegveld en een historische moskee, die in 1674 werd gebouwd.

## Toerisme
Voor buitenstaanders is Atar de uitvalsbasis voor toeristen, die vanuit hier woestijnreizen ondernemen naar het nabijgelegen Chinguetti en Ouadane. Tevens was het een jaarlijkse terugkerende plaats in de Dakar-rally.

## Waterbron
De stad ligt midden in de Sahara. In 2002 werd een ondergrondse rivier ontdekt door Russische wetenschappers. Deze kan op termijn de stad bevoorraden in zijn waterbehoefte.

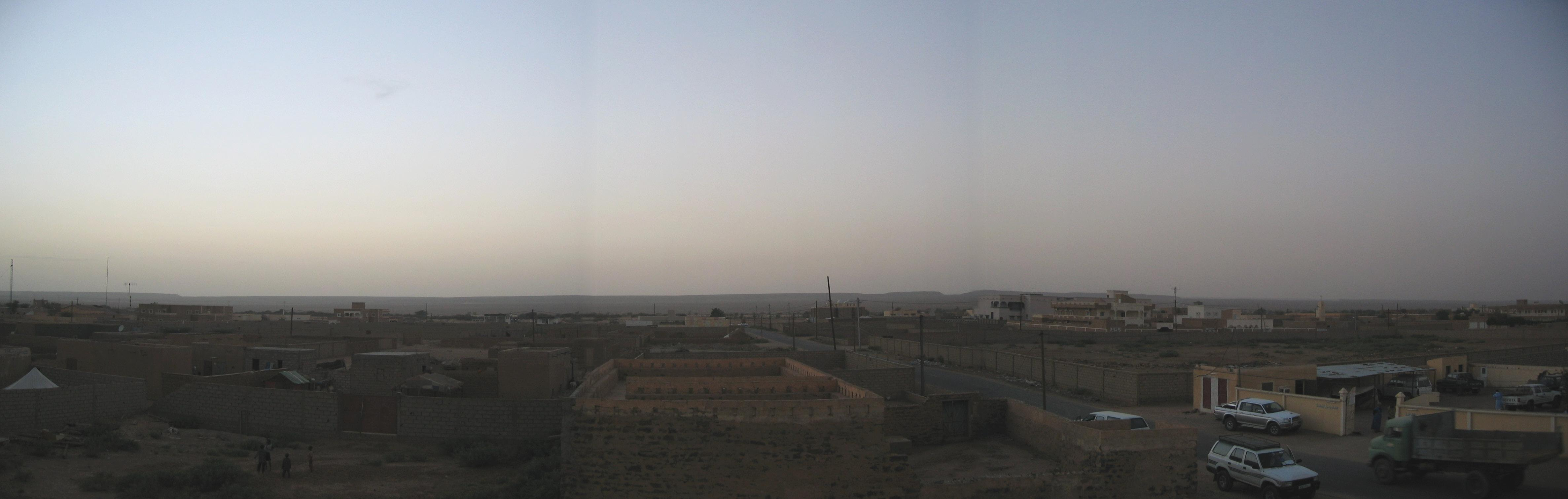
Panorama van de stad